# Hivai kánok listája

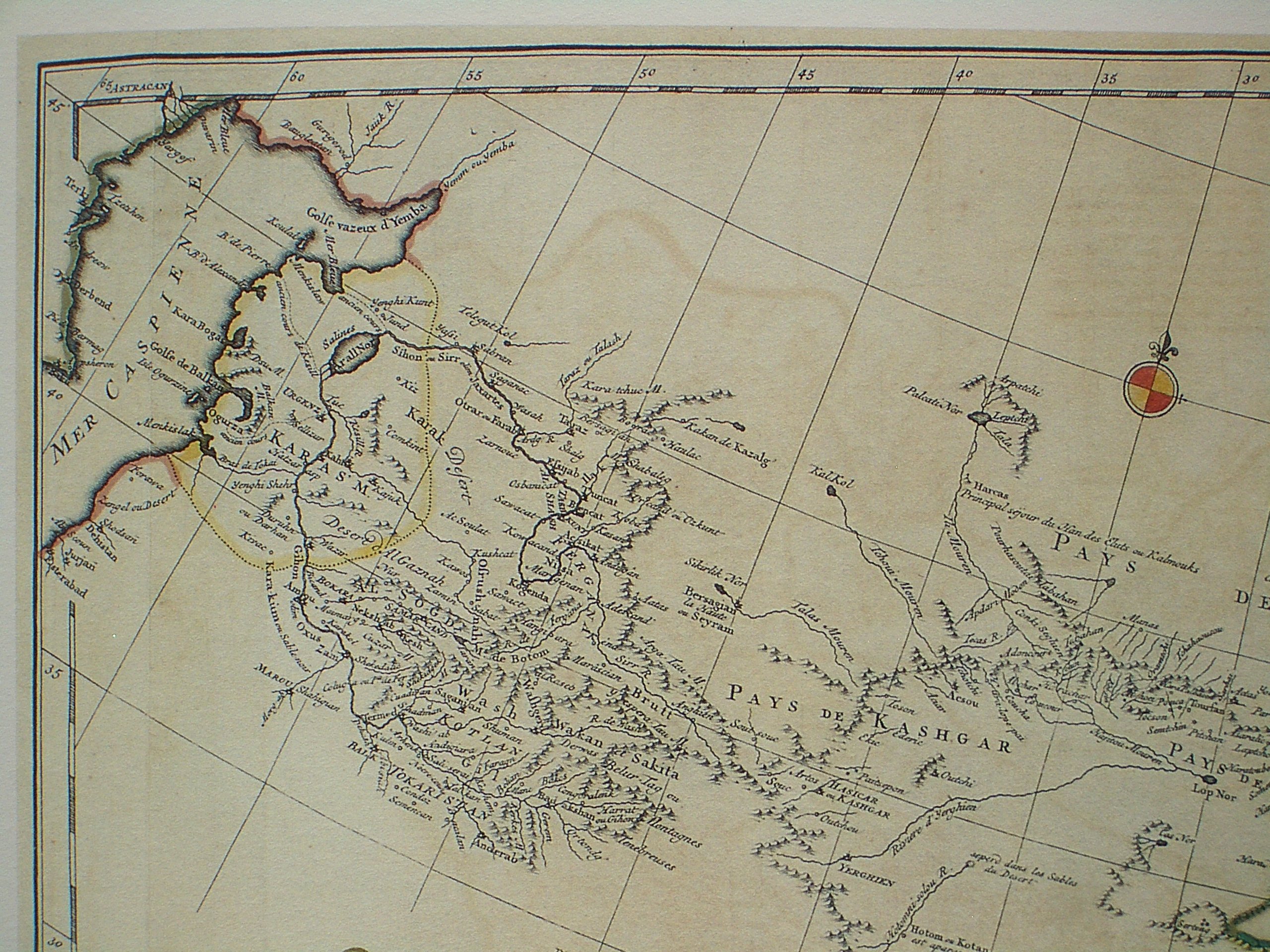
Az államalakulat elhelyezkedése (Karasm névvel, sárga színnel)

Az alábbi lista a Hivai Kánság (az Arany Horda egyik utódállama) uralkodóit tartalmazza 1511-től 1920-ig. A székhelyük Hiva volt.
| Dinasztia  | Uralkodó                                    | Uralkodott  | Megjegyzés                  |
| ---------- | ------------------------------------------- | ----------- | --------------------------- |
| Sajbánidák | I. Ilbarsz (*1456)                          | 1511 – 1518 |                             |
| Sajbánidák | Szultán Hádzsi (*1470)                      | 1518 – 1519 |                             |
| Sajbánidák | Hasszán Kuli                                | 1519        |                             |
| Sajbánidák | Szufi                                       | 1519 – 1522 |                             |
| Sajbánidák | Budzsuga                                    | 1522 – 1526 |                             |
| Sajbánidák | Avnik                                       | 1526 – 1538 |                             |
| Sajbánidák | Kal                                         | 1541 – 1547 |                             |
| Sajbánidák | Akatáj                                      | 1547 – 1557 |                             |
| Sajbánidák | Duszt Mohammed                              | 1557 – 1558 |                             |
| Sajbánidák | I. Hádzsi Mohammed (*1519)                  | 1558 – 1602 |                             |
| Sajbánidák | I. Arab Mohammed                            | 1602 – 1621 |                             |
| Sajbánidák | Habas                                       | 1621 – 1623 |                             |
| Sajbánidák | II. Ilbarsz                                 | 1621 – 1623 |                             |
| Sajbánidák | Iszfandidzsár                               | 1623 – 1643 |                             |
| Sajbánidák | I. Abú al-Gázi (*1603. augusztus 24.)       | 1643 – 1663 |                             |
| Sajbánidák | Anusa                                       | 1663 – 1685 |                             |
| Sajbánidák | Hudajdad                                    | 1685 – 1687 |                             |
| Sajbánidák | I. Awrang                                   | 1687 – 1694 | Más néven: Mohammed Awrang. |
| Sajbánidák | Csucsak                                     | 1694 – 1697 |                             |
| Sajbánidák | Vali                                        | 1697 – 1698 |                             |
| Sajbánidák | Isak Aga Sah Nijaz                          | 1698 – 1701 |                             |
| Sajbánidák | II. Awrang                                  | 1701 – 1702 |                             |
| Sajbánidák | Musza                                       | 1702 – 1712 |                             |
| Sajbánidák | I. Jadigar                                  | 1712 – 1713 |                             |
| Sajbánidák | III. Awrang                                 | 1713 – 1714 |                             |
| Sajbánidák | II. Hadzsi Mohammed                         | 1714        |                             |
| Sajbánidák | Iszim                                       | 1714 – 1715 |                             |
| Sajbánidák | Sir Gázi                                    | 1715 – 1727 |                             |
| Sajbánidák | Szarig Ajgir                                | 1727        |                             |
| Sajbánidák | Bahádúr                                     | 1727 – 1728 |                             |
| Sajbánidák | II. Ilbarsz                                 | 1728 – 1740 |                             |
| Sajbánidák | Tahir                                       | 1740 – 1742 |                             |
| Sajbánidák | I. Nurali                                   | 1742        |                             |
| Sajbánidák | Abú Mohammed                                | 1742        |                             |
| Sajbánidák | II. Abú al-Gázi Mohammed                    | 1742 – 1747 |                             |
| Sajbánidák | Gaib                                        | 1747 – 1758 |                             |
| Sajbánidák | Abdullah Kara Bég                           | 1758        |                             |
| Sajbánidák | Timur Gázi                                  | 1758 – 1764 |                             |
| Sajbánidák | Tawke                                       | 1764 – 1766 |                             |
| Sajbánidák | Sah Gázi                                    | 1766 – 1768 |                             |
| Sajbánidák | III. Abú al-Gázi                            | 1768 – 1769 |                             |
| Sajbánidák | II. Nurali                                  | 1769        |                             |
| Sajbánidák | Dzsahangir                                  | 1769 – 1770 |                             |
| Sajbánidák | Bölekej                                     | 1770        |                             |
| Sajbánidák | Akim                                        | 1770 – 1771 |                             |
| Sajbánidák | Abd al-Aziz                                 | 1771 – 1772 |                             |
| Sajbánidák | Artuk Gázi                                  | 1772        |                             |
| Sajbánidák | Abdullah                                    | 1772        |                             |
| Sajbánidák | Akim (2x)                                   | 1772 – 1773 |                             |
| Sajbánidák | II. Dzsadigár                               | 1773 – 1775 |                             |
| Sajbánidák | Abú al-Fajz                                 | 1775 – 1779 |                             |
| Sajbánidák | II. Dzsadigár (2x)                          | 1779 – 1781 |                             |
| Sajbánidák | Pulad Gázi                                  | 1781 – 1783 |                             |
| Sajbánidák | II. Dzsadigár (3x)                          | 1783 – 1790 |                             |
| Sajbánidák | IV. Abú al-Gázi (* 1750)                    | 1790 – 1802 |                             |
| Sajbánidák | V. Abú al-Gázi                              | 1802 – 1804 |                             |
| Kungratok  | Iltazar Inak (* 1760)                       | 1804 – 1806 |                             |
| Sajbánidák | V. Abú al-Gázi (2x)                         | 1806        |                             |
| Kungratok  | Mohammed Rahid Bahádúr (* 1775)             | 1806 – 1825 |                             |
| Kungratok  | Allha Kuli Bahádúr (* 1796)                 | 1825 – 1842 |                             |
| Kungratok  | Mohammed Rahim Kuli (* 1804)                | 1842 – 1845 |                             |
| Kungratok  | Abú al-Gázi Mohammed Murád Bahádúr (* 1817) | 1845 – 1855 |                             |
| Kungratok  | Abdullah (* 1817)                           | 1855        |                             |
| Kungratok  | Kutlug Mohammed Murád Bahádúr (* 1837)      | 1855 – 1856 |                             |
| Kungratok  | Mahmúd                                      | 1856        |                             |
| Kungratok  | Szajjid Mohammed (* 1823)                   | 1856 – 1864 |                             |
| Kungratok  | Mohammed Rahim Bahádúr (* 1845)             | 1864 – 1910 |                             |
| Kungratok  | Iszfandijar Dzsurdzsi Bahádúr (* 1871)      | 1910 – 1918 |                             |
| Kungratok  | Szajid Abdullah (* 1870)                    | 1918 – 1920 |                             |

## Fordítás
- Ez a szócikk részben vagy egészben  a   Khanate of Khiva című angol Wikipédia-szócikk fordításán alapul.  Az eredeti cikk szerkesztőit annak laptörténete sorolja fel. Ez a jelzés csupán a megfogalmazás eredetét és a szerzői jogokat jelzi, nem szolgál a cikkben szereplő információk forrásmegjelöléseként.
- Ez a szócikk részben vagy egészben  a(z)   Хивинское ханство című orosz Wikipédia-szócikk fordításán alapul.  Az eredeti cikk szerkesztőit annak laptörténete sorolja fel. Ez a jelzés csupán a megfogalmazás eredetét és a szerzői jogokat jelzi, nem szolgál a cikkben szereplő információk forrásmegjelöléseként.

## Lásd még
- Hivai kánok családfája